# ФК „Твенте“
ФК Твенте (на нидерландски: F.C. Twente) е професионален футболен клуб от град Енсхеде, състезаващ се в най-високото ниво Ередивиси на холандското първенство. Клубът е формиран през 1965 година, когато двата отбора Енсхеде и Енсхеде Бойс се слели и по-натам дали името на отбора ФК Твенте. От 2008 г. мениджър на отбора е бившият наставник на Англия Стийв Маккларън. През вече завършилия сезон 2008-2009 Твенте достига до финал за купата на страната, където загубва с дузпи от СК Хееренвеен. Домакинските си мачове отборът играе на стадион „Де Гролс Весте“ (в превод: „Гролсхата крепост“) в град Енсхеде в източната част на Холандия. ФК Твенте е двукратен шампион на страната. В Европа най-големият му международен успех е финал в Купата на УЕФА. В отбора от 2008 г. играе вратарят Николай Михайлов, който след преотстъпване от английския Ливърпул през 2010 бе закупен от холандския клуб.

## Успехи
Национални:
- Първи клас (до 1955) / Висша дивизия (след 1956)-Ередивиси:
  -  Шампион (2): 1926 (като „СК Енсхеде“), 2009/10
- Купа на Нидерландия:
  -  Носител (3): 1977, 2001, 2011
  -  Финалист (5): 1975, 1979, 2004, 2009, 2020/21

Международни:
- Купа на УЕФА/ Лига Европа:
  -  Финалист (1): 1975
- Интертото:
  -  Носител (1): 2006

## Български футболисти
- Николай Михайлов: 2007/10-наем (6 мача - 0 гола), 2010/13 (82 мача - 0 гола)